# Gymnopsyra aspera
Gymnopsyra aspera är en skalbaggsart som beskrevs av Knull 1962. Gymnopsyra aspera ingår i släktet Gymnopsyra och familjen långhorningar. Inga underarter finns listade i Catalogue of Life.